# Tetragnatha lineatula
Tetragnatha lineatula este o specie de păianjeni din genul Tetragnatha, familia Tetragnathidae, descrisă de Roewer în anul 1942. Conform Catalogue of Life specia Tetragnatha lineatula nu are subspecii cunoscute.